# 자료형

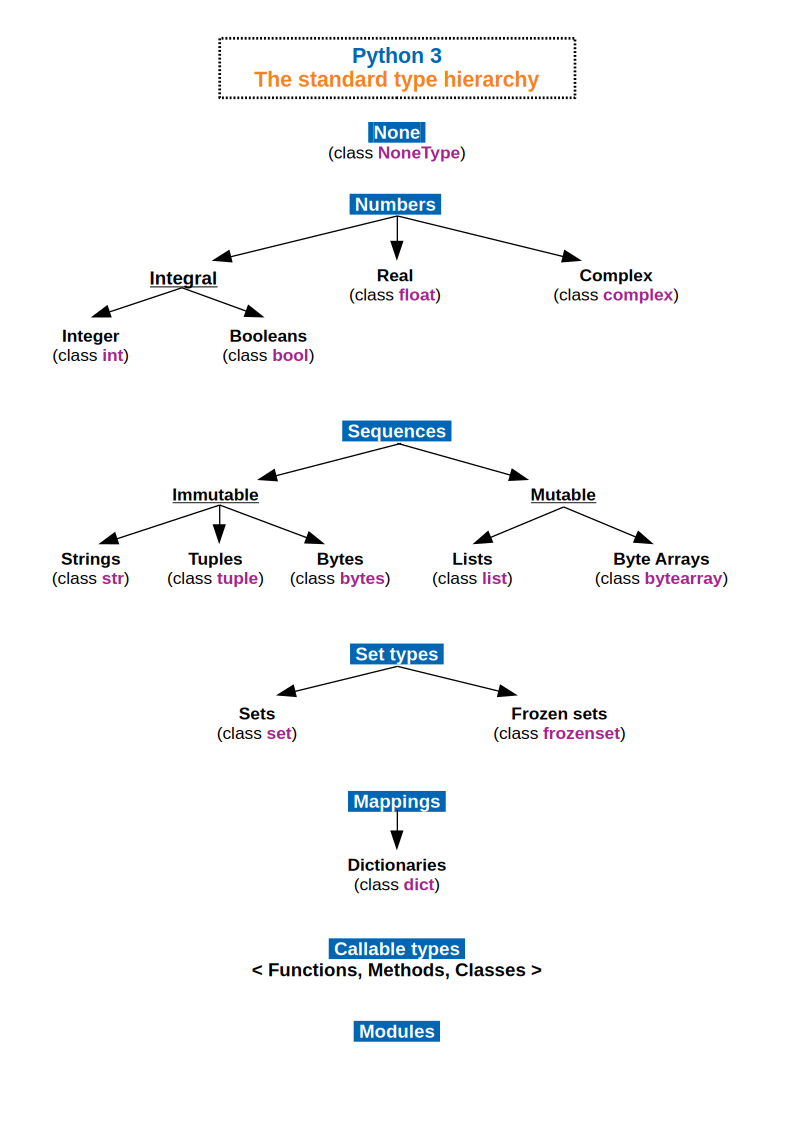
파이썬 3의 표준 자료형 계층

자료형(資料型) 또는 데이터 타입(영어: data type)은 컴퓨터 과학과 프로그래밍 언어에서 실수치, 정수, 불린 자료형 따위의 여러 종류의 데이터를 식별하는 분류로서, 더 나아가 해당 자료형에 대한 가능한 값, 해당 자료형에서 수행을 마칠 수 있는 명령들, 데이터의 의미, 해당 자료형의 값을 저장하는 방식을 결정한다.

## 개요
자료형은 컴퓨터 기억 장치에 저장된 값, 객체의 표현, 해석, 구조를 설명하면서 자료형 체계 안의 데이터의 해석에 사용된다. 여러 종류의 자료형 체계들은 다양한 범위의 자료형 안전을 보증하며, 자료형 정보를 사용하여 데이터에 접근하고 데이터를 이용하는 컴퓨터 프로그램의 유효성을 확인한다. 자료형은 "프로그램을 실행하지 않고도 결정할 수 있는 프로그램의 특성"으로 정의할 수 있다.
거의 모든 프로그래밍 언어들은 명시적으로 자료형의 개념을 포함하지만 다른 언어들은 다른 용어를 사용할 수도 있다. 일반적으로 다음을 포함한다.
- 정수 (integer)
- 불린 (boolean)
- 문자 한 개 (character)
- 부동소수점 (floating-point number), 종종 실수라고도 불림
- 숫자, 문자로 이루어진 문자열 (string)

자료형은 자료의 한 속성으로써 컴퓨터와 프로그래머에게 어떤 종류의 자료를 다루고 있는지 알려준다. 이는 그 자료가 어떤 값을 가질 수 있는지 또는 그 자료에 어떤 연산을 할 수 있는지를 제한한다. 이를테면, 자바 프로그래밍 언어에서 "int" 형은 값 -2,147,483,648에서 2,147,483,647 까지의 32 비트 정수 범위와, 정수를 가지고 수행할 수 있는 더하기, 빼기, 나누기, 곱하기와 같은 연산들을 표현한다. 또 다른 예로 "Colors"는 각각 빨간색, 녹색, 파란색의 양을 표시하는 세 바이트, 색깔의 이름을 가지고 있는 문자열 하나, 그리고 덧셈, 뺄셈(하지만 곱셈은 없음) 등을 포함하는 여러 연산들로 표현된다.
프로그래밍 언어마다 저마다 다른 용어를 사용하지만 거의 모든 프로그래밍 언어는 자료형의 개념을 가지고 있다. 일반 자료형은 프로그래밍 언어에서 정수, 부동소수점 숫자, 문자를 표현하는 것들을 포함하고 있으며 언어는 이에 대해 더 많은 것들을 지원할 수 있다. 대부분의 프로그래밍 언어들은 또한 프로그래머가 추가적인 자료형을 정의할 수 있도록 한다. (여러 개의 다른 형 요소를 합치고 새로운 자료형의 올바른 연산을 정의하는 식으로) 이를테면, 프로그래머는 "사람이 탄생일과 이름을 포함하고 있다"라고 해석되는 데이터를 지정한 새로운 자료형 "사람"을 만들 수 있다.

## 참조
1. ↑  “보관된 사본”. 2013년 3월 27일에 원본 문서에서 보존된 문서. 2013년 4월 4일에 확인함.
2. ↑  Shaffer, C.A. Data Structures and Algorthms, 1.2
3. ↑  Programming Languages: Application and Interpretation, Shriram Krishnamurthi, Brown University

## 관련 문헌
- Parnas, David L.; Shore, John E.; Weiss, David (1976). “Abstract types defined as classes of variables”. 《Proceedings of the 1976 conference on Data : Abstraction, definition and structure》: 149–154. doi:10.1145/800237.807133.
- Cardelli, Luca; Wegner, Peter (December 1985). “On Understanding Types, Data Abstraction, and Polymorphism” (PDF). 《ACM Computing Surveys》 (New York, NY, USA: ACM) 17 (4): 471–523. doi:10.1145/6041.6042. ISSN 0360-0300.
- Cleaveland, J. Craig (1986). 《An Introduction to Data Types》. Addison-Wesley. ISBN 0201119404.

## 같이 보기
- 유형 이론
- 자료형 체계